# Jesús García Ariño
Jesús García Ariño, nacido el 1 de julio de 1934 en Achondo (Vizcaya), conocido como García Ariño I, es un exjugador español de pelota vasca a mano que jugaba en la posición de delantero. Pertenecía a una saga de pelotaris, junto con su hermano gemelo Ángel, García Ariño II, y el menor Roberto, García Ariño IV.
Dentro de su palmarés destacan dos txapelas en el Campeonato Manomanista en 1957 y 1963. Entre sus cualidades estaba la gran clase que atesoraba, junto a una gran pegada.

## Finales manomanistas
| Año  | Campeón        | Subcampeón     | Tanteo | Frontón              |
| ---- | -------------- | -------------- | ------ | -------------------- |
| 1956 | Arriaran II    | Garcia Ariño I | 22-13  | Astelena             |
| 1957 | García Ariño I | Arriaran II    | 22-11  | Deportivo            |
| 1959 | Ogueta         | García Ariño I | 22-13  | Municipal de Bergara |
| 1962 | Azkarate       | García Ariño I | 22-21  | Vitoriano            |
| 1963 | García Ariño I | Azkarate       | 22-02  | Beotibar             |
| 1964 | Azkarate       | García Ariño I | 22-14  | Anoeta               |

- Datos: Q9011613